# San Antonio de Areco
San Antonio de Areco − miasto w Argentynie, w prowincji Buenos Aires. W 2001 liczyło 17 764 mieszkańców.